# Hans von Abeken
Hans von Abeken (né le 2 octobre 1867 à Dresde et mort en 1945) est un Kapitän zur See allemand de la Kaiserliche Marine.

## Biographie

### Origine
Hans von Abeken est le fils de Christian Wilhelm Ludwig Abeken (de), juriste et homme politique anobli par la suite, et d'Albertine Franziska Louise, née von Könitz (de) (1840-1915). Son frère aîné est le major général royal saxon Albert von Abeken (1865-1925).

### Carrière
Hans von Abeken étudie au lycée Vitzthum de Dresde à partir de Pâques 1877.
Le 16 avril 1886, il s'engage dans la marine impériale. Le 14 octobre 1890, il devient officier de marine en tant que sous-lieutenant et est affecté sur le Moltke à la mi-mars 1891. Il est promu lieutenant de vaisseau le 13 juin 1892 et reçoit son commandement sur le Mars. En mars 1893, il est affecté comme officier de compagnie au 1er détachement d'artillerie de marine et devient adjudant en septembre de la même année. En tant qu'officier de compagnie, il rejoint en mars 1895 le 1er détachement de torpilleurs et devint le 19 juillet 1895 commandant du S 60. À partir du 21 août 1898, il est affecté sur le Deutschland. Le 10 octobre 1898, il reçoit la 3e classe 1er degré de l'Ordre impérial chinois du Double Dragon.
En 1902, il est lieutenant-capitaine et officier d'état-major de l'amiral à l'état-major de la IIe escadre et en même temps à l'État-major de l'Amirauté de la marine impériale (de).
En tant que capitaine de corvette, il commande de novembre 1905 à novembre 1906 le Tiger, stationné au large de Tschemulpo. Il est ensuite affecté à l'administration centrale de la zone protégée de  Kiautschou (A III) au sein de l'office du Reich à la Marine. Il y est ensuite affecté à la division des transports maritimes (A VI S) et est promu capitaine de frégate à ce poste.
Il commande brièvement le Mainz de janvier 1910 à mai 1910, interrompu par une remise en état du chantier naval de février à mai 1910. Le 20 avril 1910, il est promu capitaine de vaisseau. Lors de la mise en service en juin 1910, il prend en charge le Kolberg et commande le navire jusqu'en septembre 1910. Il commande ensuite le Roon pendant un an jusqu'à sa mise hors service temporaire. À la mi-mars 1912, il est mis à disposition de la station navale de la mer Baltique (de) à sa demande, avec la pension légale
De 1913 à août 1917, il est pour la première fois inspecteur de l'office du district côtier (de) IV à Cuxhaven et à nouveau à partir de novembre 1918. D'août 1917 à octobre 1918, il est directeur du poste de ravitaillement sur l'Ems, qui est le poste de renseignements camouflé d'Emden. Il est démis de ses fonctions à l'initiative du conseil d'ouvriers et de soldats d'Emden, né dans le sillage de la révolution de novembre. Le 24 mars 1919, von Abeken est remercié de la marine.
Jusqu'en août 1916, il a notamment reçu l'ordre de l'Aigle rouge de 3e classe avec ruban, l'ordre de la Couronne de 3e classe, la croix de fer de 2e classe, la croix de chevalier de l'ordre du Griffon et la croix de chevalier de 2e classe de l'ordre d'Albert.